# Undzere farpaynikte kinstler
Undzere farpaynikte kinstler (jiddisch
אונדזערע פארפייניקטע קינסטלער) ist ein Buch über 84 jüdische Künstler in Frankreich, die durch die NS-Diktatur ermordet wurden. Es wurde von Hersh Fenster 1951 in jiddischer Sprache herausgegeben.

## Geschichte

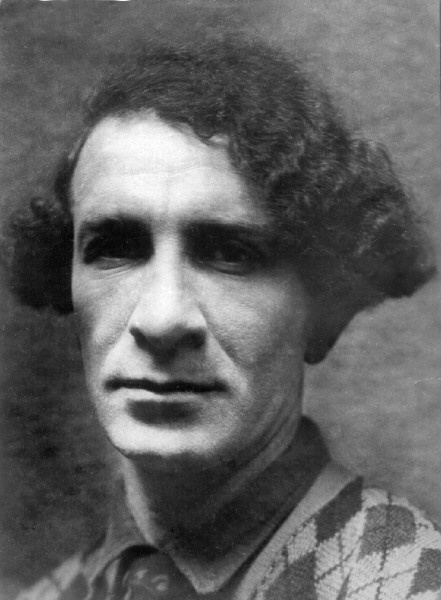
Samuel Granowsky

Der jüdische Publizist Hersh Fenster begann während der deutschen Besetzung Frankreichs Informationen über deportierte jüdische Künstler zu sammeln, von denen er viele selber gekannt hatte. Ab 1946 setzte er seine Recherchen fort. Er reiste zu den Orten der Deportationen, forschte in Behördenunterlagen und befragte Bekannte und Zeitzeugen.
1951 gab er ein Buch mit den Biographien von 84 Künstlern auf eigene Kosten heraus.
2021 erschien anlässlich einer Ausstellung über jüdische Künstler in Frankreich erstmals eine französische Übersetzung.

## Vorwort von Marc Chagall
Marc Chagall verfasste ein Vorwort in Gedichtform.

### Jiddischer Text (Auszüge)
„For di kinstler – kedoschim
Tsi hab ich sei allemen gekent? Tsi bin ich gewen
in seier atelier? Tsi hab ich gesen seier kunst fon naent, tsi fon weiten?

Und izt gei ich arois fon sich, fon meine joren
ich gei zu seier unbekanten kewer.

Sei rufen mich, sei schlepen mich in seier grob
Arein – mich dem unschuldikn – dem schuldikn.

Sei fragen mich wo bistu gewen?
Ich bin entlofen ...

Sei hat men gefirt zu di toitbeder
Wo sei hoben farsucht den tam von seier schweiss.

Jemolt hoben sei dersen di licht
Fon seire nit dermalte bilder. (...) 

Die brider fon Israels, Pissaro un Modiliani. brider unsere – es firen sei mit schtrik die sin von Diurer, Kranak un Holbein – zum toit in di krematories.

Wie ken ich, wie soll ich fargisn trenen?
Men hat sie oisgeweikt schoin lang mit salz – von
meine oigen. (...) 

Ich seh dem feier, dem roich und gas
wos hoibt sich zum bloien wolkn un
macht im schwarz.

Ich seh die oisgerissene har un zeiner. (...) 

Ich schtei oif un segen sich mit aich.

Ich nem den weg zum neier bet ha mikdasch
und zind an a licht dorten
for eier bild.“

### Deutsche Übertragung
„Für die Künstler – Kedoschim
Hab ich sie alle gekannt? Bin ich in ihren Ateliers gewesen? Hab ich ihre Kunst gesehen, von Nahem oder von Weitem? Und jetzt geh ich heraus in meinen fortgeschrittenen Jahren, ich geh zu ihren unbekannten Gräbern.

Sie rufen mich, sie ziehen mich in ihr Grab hinein – mich den Unschuldigen – mich den Schuldigen.
Sie fragen mich, wo bist du gewesen? Ich bin entlaufen...

Sie hat man in die Todesbäder geführt, wo sie den Geschmack ihres Schweißes schmeckten.
Dann haben sie das Licht ihrer nicht gemalten Bilder gesehen. (...)

Die Brüder von Israel, von Pissaro und Modigliani, unsere Brüder – es führten sie mit Stricken die Söhne von Dürer, Cranach und Holbein – zum Tod in die Krematorien.

Wie kann ich, wie soll ich Tränen vergießen?
Man hat sie ausgewaschen schon lange mit Salz aus meinen Augen. (...)

Ich seh das Feuer, den Rauch und das Gas, die zu den blauen Wolken aufsteigen und sie schwarz machen.

Ich seh die ausgerissenen Haare und Zähne. (...)

Ich steh auf und widme mich euch.

Ich nehm den Weg zum neuen Gebetshaus und zünde dort ein Licht an vor eurem Bild.“

## Inhalt
In dem Buch Undzere farpaynikte kinstler sind Kurzbiographien über 84 Künstler und Künstlerinnen enthalten, die in den 1940er Jahren in Frankreich gelebt hatten und von dort deportiert und ermordet wurden. Zu jeder Persönlichkeit gibt es ein Foto sowie Angaben zum künstlerischen Werk mit weiteren Abbildungen.
Diese enthalten auch Informationen, die ansonsten nicht bekannt sind.
Es gab nur 375 Exemplare, von denen einzelne noch antiquarisch erhältlich sind.

## Persönlichkeiten
Die meisten der dargestellten Künstler stammten aus Ost- oder Ostmitteleuropa und waren später nach Frankreich emigriert, einige schon um 1920.
Die Schreibweise der Namen entspricht den Überschriften der Artikel in lateinischer Schrift, die Reihenfolge dem Inhaltsverzeichnis S. 261f. in hebräischer Schrift.
Beschrieben wurden Jean Adler, Zelman Utkes, Paul Ulmann, Bernard Altschuler, Jacques Ostrowsky, Georges Ascher, Aron Brzezinski, Ernest Biro, Sophie Blum-Lazarus, Abraham Berline, Joseph Bronstein, David Brainin, Efim Bruhis, Jacques Gutko, Jules Gordon, Jules Graumann, Samuel Granowsky, Pierre Grumbacher, Elie Grinman, Erna Dem, Paul Doery, Leon Drucker, Henri Hague, Frania Hart, Alice Hohermann, David Goychman, Alexandre Haimovits, Ignacy Hirszfang, Fernad Vago-Weiss, Abraham Wenbaum, Ossip Weinberg, Joachim Weingart, Leon Weissberg, Levi Zarudinsky-Madim, Fiszel Zylberber-Zber, Yehouda Cohen, Ary Lochakow, Marcel Lherman, Samuel Lipschitz, Jane Levy, Rudolf Levy, Rene Levy, Israel Lewin, Ephraim Mandelbaum (Mendel), Jacob Macznik, Abraham Mordkhine, Jacob Milkin, Bela Meszoly, Chaim Soutine, Sigismund Sigur-Wittmann, Leopold Synayeff-Bernstein, Marcel Slodki, Yehiel Spoliansky, Henri Epstein, Paul Pitoum, Alexandre Fasini, Etienne Farkas, Michel Fink, Adolphe Feder, Otto Freundlich, Hirsch Poustchevoy, Elisabeth Polak, Jacques Cytrynovitch, Georges Kars, Isaac Kogan, Moise Kogan, Meyer-Miron Kodkine, Chana Kowalska, Karl Klein, Jacob Krauter, David-Michel Krewer, Abraham Rosenbaum, Felix Roitman, Joseph Raynefeld, Alexander Riemer, Rahel Szalit-Marcus, Raphael Schwartz, Manfred Starkhaus, Meyer Cheychel, Isaac Schoenfeld, Savely Schleifer, G. Stuman, Naoum Aronson.

## Ausgaben
- Hersh Fenster: אונדזערע פארפייניקטע קינסטלער [Undzere farpayniḳṭe ḳinsṭler]. Paris 1951, 262 Seiten in hebräischer Schrift Digitalisat
- Hersh Fenster: Nos artistes martyrs. אונדזערע פארפייניקטע קינסטלער. Paris 2021, französische Übersetzung mit Einleitung und farbigen Abbildungen[2][3]